# Eugène Debongnie
Édouard Eugène Joseph Ghislain Debongnie (ur. 16 listopada 1883 w Tourcoing, zm. 21 września 1956) – francusko-belgijski kolarz torowy, brązowy medalista olimpijski oraz brązowy medalista mistrzostw świata.

## Kariera
Pierwszy sukces w karierze Eugène Debongnie osiągnął w 1905 roku, kiedy zdobył brązowy medal w sprincie indywidualnym amatorów podczas torowych mistrzostw świata w Antwerpii. W zawodach tych wyprzedzili go jedynie dwaj Brytyjczycy: James Benyon oraz Harald Donald Buck. Dwa miesiące po tych mistrzostwach (18 września 1905) Debongnie zmienił obywatelstwo na belgijskie. Na rozgrywanej w 1906 roku letniej olimpiadzie w Atenach zdobył dla swego nowego kraju brązowy medal w sprincie, przegrywając tylko z Włochem Francesco Verrim i Brytyjczykiem Herbertem Boufflerem. Na tej samej olimpiadzie był także piąty w jeździe na czas. Ponadto w 1905 roku był mistrzem Francji w sprincie, a w latach 1904 i 1905 stawał na podium Grand Prix Paryża.